# 孙传桢
孙传桢，清朝人，是一名清朝政治人物。
孙传桢曾于1904年接替刘定荣署理上海县知县一职，1904年由沈恩湛接任。